# Mamit (distrikt)
Mamit är ett distrikt i Indien.   Det ligger i delstaten Mizoram, i den östra delen av landet, 1 600 km öster om huvudstaden New Delhi. Antalet invånare är 86 364. Arean är 3 026 kvadratkilometer. Mamit gränsar till Karimganj.
Terrängen i Mamit är kuperad åt nordväst, men åt sydost är den bergig.
Följande samhällen finns i Mamit:
- Sāitlaw
- Mamit